# Z (romance)

Z é um livro de Vassilis Vassilikos, escrito em 1967, que conta as atrocidades do "regime dos coronéis" instalado na Grécia naquele ano.
Esse livro deu origem ao filme homônimo dirigido por Costa-Gavras e vencedor do Oscar de melhor filme estrangeiro de 1970.

## Lançamento
Z foi publicado inicialmente na revista Thachydromos em seis partes. Em novembro de 1966 o livro foi lançado pela editora Themelion de Atenas, com uma capa produzida por Nikos Koundouros. Após o Golpe de 21 de abril de 1967, o novo regime censurou o livro (proibindo sua publicação, venda e posse) e Vassilikos teve de deixar a Grécia.

### Brasil
Com o lançamento do filme Z (filme) e pelos prêmios recebidos (como o Oscar de 1969 de Melhor Filme Estrangeiro), houve um interesse por parte do público brasileiro pelo filme. No entanto, a Ditadura Militar censurou a película alegando que seu conteúdo era subversivo. Ao mesmo tempo, liberou a publicação de uma edição brasileira do livro. Em meados de 1969 a Editora do Professor negociava os direitos de publicação no país.
A edição brasileira foi lançada em janeiro de 1970 pela editora Nosso Tempo, com tradução de Celina Luz e Marcos Ribas de Farias. Menos de três meses depois, a primeira edição havia sido esgotada e a editora preparava uma segunda edição.